# Rajsko (Oświęcim)
Pour les articles homonymes, voir Rajsko.
Rajsko est une localité polonaise de la gmina et du powiat d'Oświęcim en voïvodie de Petite-Pologne.